# Du Wei
Du Wei (chiń. 杜威; pinyin Dù Wēi; ur. 9 lutego 1982 r. w Luoyang) – chiński piłkarz występujący na pozycji środkowego obrońcy lub defensywnego pomocnika w Hebei China Fortune.
Wcześniej występował w Shanghai Shenhua, Celticu Glasgow, do którego został wypożyczony na pół roku, Hangzhou Greentown i Shandong Luneng. W Celtiku debiutował 9 stycznia 2006 w meczu z Clyde F.C. w III rundzie Pucharu Szkocji, lecz w lidze nie zagrał w ani jednym spotkaniu.
W reprezentacji Chin pierwszy mecz rozegrał w 2001 i łącznie rozegrał 21 meczów i strzelił 1 bramkę. W narodowych barwach wystąpił na MŚ 2002, gdzie wystąpił w 2 potyczkach.
W 2001 r. został wybrany na młodego piłkarza roku w Azji.